# Hans-Erich Pasch
Hans-Erich Pasch (Andernach, 8 de noviembre de 1946) es un deportista alemán que compitió para la RFA en piragüismo en la modalidad de aguas tranquilas. Ganó tres medallas de plata en el Campeonato Mundial de Piragüismo entre los años 1971 y 1975.
Participó en dos Juegos Olímpicos de Verano en los años 1972 y 1976, su mejor actuación fue un quinto puesto logrado en Múnich 1972 en la prueba de K4 1000 m.

## Palmarés internacional
| Campeonato Mundial | Campeonato Mundial    | Campeonato Mundial | Campeonato Mundial |
| Año                | Lugar                 | Medalla            | Evento             |
| ------------------ | --------------------- | ------------------ | ------------------ |
| 1971               | Belgrado (Yugoslavia) | Medalla de plata   | K4 1000 m          |
| 1973               | Tampere (Finlandia)   | Medalla de plata   | K4 10 000 m        |
| 1975               | Belgrado (Yugoslavia) | Medalla de plata   | K1 10 000 m        |